# Sigurd Jorsalfar
Sigurd Jorsalfar est une œuvre pour orchestre d'Edvard Grieg.
Grieg avait à l'origine composé une musique de scène pour Sigurd Jorsalfar (Sigurd le Croisé, racontant l'histoire de Sigurd Ier de Norvège) de Bjørnstjerne Bjørnson. La musique fut créée en même temps que la pièce en mai 1872 à Oslo (alors nommée Christiana), et comportait cinq pièces. Grieg en publia trois, réduites pour piano, en 1874.
Grieg révisa sa musique en 1892 et en tira lui-même une suite orchestrale en trois mouvements, qui fut publiée en 1893 avec l'opus 56. Une version révisée de la partition pour piano de 1874 fut publiée au même moment, la deuxième pièce étant une autre tirée des cinq originales. Les trois pièces de la suite pour orchestre sont les suivantes :
- I. Prélude (Dans la grande salle du roi) : Allegretto Semplice
- II. Intermezzo (Le rêve de Borghild) : Poco Andante - Allegro Agitato - Andante Espressivo
- III. Marche d'hommage : Allegro Molto - Allegretto Marziale